# Cassandra Pentaghast
 (septembre 2020).
Cassandra Pentaghast est un personnage fictif de la franchise BioWare Dragon Age. Elle est la "Main Droite" de la Divine (le chef de la religion dominante dans Dragon Age), et une Chercheuse de la Vérité, de l'ordre de ladite organisation religieuse. Le personnage a fait ses débuts en 2011 dans Dragon Age II, où elle est apparue brièvement. Un anime, Dragon Age: Dawn of the Seeker, a été publié en 2012, couvrant le personnage. Elle est apparue de nouveau en 2014 dans Dragon Age: Inquisition, où elle siège en tant que membre du parti et personnage semi-principal.
Son apparition dans Dawn of the Seeker a reçu une réaction mitigée, son design et sa caractérisation sont les points les plus critiqués. Néanmoins, son personnage dans Inquisition a reçu un accueil très positif, sa personnalité et son histoire ont été appréciés par la critique et par les joueurs, elle est très souvent considérée comme l'un des meilleurs personnages de l'univers Dragon Age.

## Personnage
Le personnage est présenté comme un membre des Chercheurs de la Vérité, Robert Purchese de Eurogamer a assimilé la Chantrie et la Divine à l'Église Chrétienne et le Pape . D'origine noble, la famille Pentaghast est la famille régnante du Nevarra et compte de célèbres chasseurs de dragon. Cassandra rejoint les Chercheurs de la Vérité après la mort de son frère En plus d'être une Chercheuse, elle est la Main Droite de la Divine.
Cassandra est forte, puissante et déterminée, elle ne recule jamais devant rien et est prête à protéger à tout prix les gens qui lui sont proches. Elle sera bouleversée par la mort de la Divine Justinia, mais elle sera déterminée à trouver la cause de sa mort, afin de la venger.

## Conception et création
BioWare avait besoin d'un personnage à fort caractère pour l'histoire de Dragon Age 2, où elle agit comme un interrogateur. Cela signifiait qu'elle devait être "puissante", "énergique", et "un peu en colère". Dragon Age II est une suite au jeu Dragon Age: Origins. Pour les jeux, l'actrice britannique Miranda Raison a été choisi pour la voix de Cassandra. Miranda utilise un accent pour la voix du personnage, le reflet de son origine Nevarranes.

## Apparition dans la franchise

### Dragon Age II
Cassandra est d'abord apparue dans Dragon Age II, en 2011, dans le cadre de la trame narrative. Le jeu s'ouvre avec son interrogation de Varric Tethras, un membre d'un parti dans le jeu, alors qu'il raconte l'histoire de Hawke, le réfugié transformé en "Champion de Kirkwall" et le personnage du joueur. Cassandra appelle parfois à des interruptions dans l'histoire et demande à Varric s'il y a des mensonges dans certaines parties ou à des commentaires sur les événements

### Dragon Age: Inquisition
Cassandra apparaît ensuite dans Inquisition où elle tient un rôle bien plus important. Elle devient un personnage semi-principal du jeu et est directement connectée à toute l'histoire du jeu.
Cassandra apparaît au début du jeu, quand elle capture le futur Inquisiteur. Au début, elle ne lui fait absolument pas confiance et fait partie de ceux qui l'accuse de tous les événements apocalyptiques. Mais au fil du jeu et des explications justifiants les événements actuels, elle finit par faire confiance à l'Inquisiteur et à devenir son bras droit. Elle lui demande constamment son avis sur différentes choses, notamment sur son possible statut de future Divine.
Elle est un possible choix de romance hétérosexuelle.